# گئورگ گوستانیان
گئورگ سوریکی گوستانیان (ارمنی: Գևորգ Սուրիկի Կոստանյան؛ زادهٔ ۴ اکتبر ۱۹۷۷) یک سیاستمدار و حقوق‌دان اهل ارمنستان است که از تاریخ ۲۰۱۷ تا تاریخ ۲۰۱۸ سمت نمایندگی دوره مجلس ملی جمهوری ارمنستان را برعهده داشت. وی پیشتر از تاریخ ۱ اکتبر ۲۰۱۳ تا تاریخ ۴ اوت ۲۰۱۶ سمت دادستان کل جمهوری ارمنستان را نیز برعهده داشت.

## زندگی‌نامه
در 	۴ اکتبر ۱۹۷۷ در ایروان به دنیا آمد و از دانشکده حقوق دانشگاه دولتی ایروان فارغ‌التحصیل شد. 

## یادداشت
1. ↑  ՀՀ Գլխավոր դատախազ